# 92 résolutions
Lire en ligne

http://www.1837.qc.ca/1837.pl?out=article&pno=n0100&cherche=92%20r%C3%A9solutions

Les 92 résolutions, adoptées le 21 février 1834 par les députés du Bas-Canada, sont la culmination de décennies de revendications menées par le Parti canadien puis par le Parti patriote. Rédigé en quelques nuits, essentiellement par Louis-Joseph Papineau, chef du Parti patriote et par Augustin-Nobert Morin, ce manifeste redéfinit la nature du débat démocratique au Bas-Canada et force chaque député à prendre position. Ses auteurs espèrent essentiellement obtenir les mêmes droits démocratiques que les citoyens anglais et cherchent à obtenir l’appui de députés britanniques à Londres pour leurs demandes. Leur refus par Londres et l’adoption des résolutions Russell déclenchent une suite d’événements qui mèneront aux Rébellions de 1837 et 1838 .

## Genèse

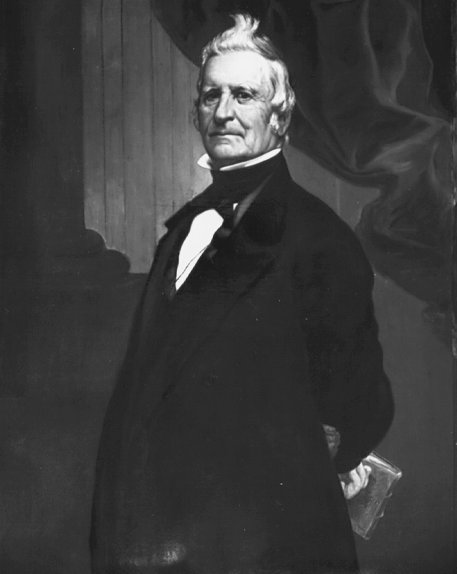
Louis-Joseph Papineau, principal inspirateur des 92 résolutions et chef du Parti patriote

Les 92 résolutions sont issues tant des traditions monarchiques anglaises que françaises tout en étant d’un esprit foncièrement démocratique. Les cahiers de doléances sont en effet pratique courante sous les monarchies : le peuple en appelle à son bon roi comme l’enfant à son père pour obtenir justice et secours. Depuis la Conquête, les Canadiens ont pris l’habitude de l’utilisation de pétitions pour exprimer politiquement leurs volontés. De vastes campagnes de signatures ont en effet lieu lors de l’affaire des subsides dans les années 1820 et mènent au renvoi du gouverneur d’alors, Lord Dalhousie. Celle de 1827-1828 rassemble plus de 87 000 noms, ce qui en fait, à l'époque, la pétition ayant obtenu le plus grand appui populaire. Pour calmer l’agitation dans la colonie, Londres promet qu’en plus de nommer un gouverneur plus accommodant, elle compte mettre sur pied une commission chargée de régler les problèmes soulevés par les députés patriotes.
Mais après des années de tergiversation, rien de concret ne sort des travaux de la commission. La huitième des 92 résolutions le rappelle fort bien : « les recommandations du comité de la Chambre des Communes n’ont été suivies d’aucun résultat efficace et de nature à produire l’effet désiré».  De plus, la situation dans la colonie continue de se dégrader. L’armée britannique ouvre le feu sur des partisans patriotes lors d’élections partielles tandis que mauvaises récoltes et épidémie de choléra ravagent la colonie. Afin de débloquer la situation et de rappeler à Londres la puissance de la mobilisation populaire dans la colonie laurentienne, Papineau décide d'agir. Il rassemble, rue d'Auteuil à Québec, un cercle restreint de ses plus proches collaborateurs et met sur le papier, avec l'aide de Morin, les 92 résolutions. Deux s'ajoutent par la suite, mais le nom initial reste. Il est possible que le choix de Québec ait été dicté par la volonté de Papineau, qui cherche alors à voir les patriotes modérés de la capitale se rallier à sa cause, en leur faisant défendre les 92 résolutions en chambre.

## Débat au Parlement du Bas-Canada

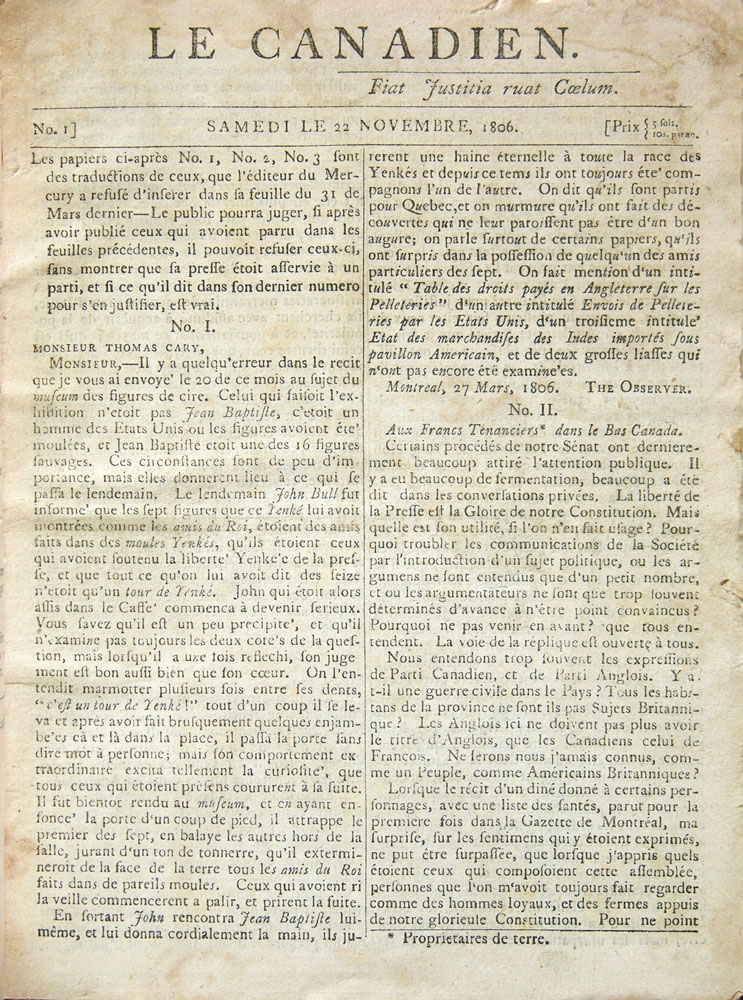
Le Canadien, un des principaux journaux patriotes

Cinq jours de débats s'ensuivent, débats qui marquent les esprits par leur âpreté. Une ligne de fracture apparaît rapidement entre francophones, qui appuient presque tous les 92 résolutions, et anglophones, qui y sont presque tous opposés. Quelques patriotes modérés rompent même avec leur parti et s'opposent à l'adoption des 92 résolutions. Les interventions de Papineau, Lafontaine, de Bleury et Bourdages sont applaudies et discutées dans toutes les places publiques du Bas-Canada tandis que les Neilson, Gugy et, Stuart leur opposent une indiscutable loyauté à l'Empire britannique. Gugy va même jusqu'à affirmer qu'elles sont l'œuvre de déments : « Ces résolutions, qu'ils nous présentent comme le fruit de tant de recherches, sont un chef-d'œuvre de démence […] Une foule d'accusations vagues et hasardées, une multitude d'expressions peu mesurées et injurieuses, l'exagération dans les sentiments, les erreurs dans les faits ». Le 22 février, les résolutions sont finalement adoptées à 56 voix contre 23. Rapidement, 80 000 signatures sont rassemblées sur des pétitions d'appui et, forte de cet appui parlementaire et populaire, une délégation conduite par Denis-Benjamin Viger part vers Londres pour y convaincre les parlementaires britanniques de les appuyer. 
La campagne électorale qui suit est un triomphe pour Papineau. Dominée par l'ombre des 92 résolutions, la campagne tourne à la foire d'empoigne entre partisans et opposants et voit la défaite de tous les anciens patriotes s'étant opposés à celles-ci. Au terme du décompte des votes, les loyalistes voient avec horreur que malgré les moyens financiers énormes engagés dans la campagne et la radicalisation croissante des patriotes, ils n'auront pu faire élire que 10 députés, tous concentrés dans les comtés à forte proportion d'électeurs anglophones. À la tête d'un groupe parlementaire de 78 députés, Papineau apparaît désormais invincible électoralement. Il peut ainsi poursuivre une politique de plus en plus ouvertement républicaine. On voit alors l'apparition de milices loyalistes armées (la plus connue étant celle du Doric Club), décidée à défendre par les armes ce qu'elles ne peuvent obtenir par les urnes. Du côté des patriotes, le climat est tout autre. Ces derniers sont convaincus que les députés anglais ne peuvent qu'approuver les résolutions. Ils attendent avec confiance que Londres vienne désamorcer la crise en cédant devant la volonté manifeste du peuple.

## Contenu
Fruit d'un travail collectif et rédigées dans un court laps de temps, les résolutions sont d’une lecture aride et d’un ton très pompeux. Elles sont, selon l’historien Gilles Laporte, « difficiles d’accès et un tant soit peu sentencieuses». Elles mettent de l’avant les revendications qui se sont accumulées au fur et à mesure que les Canadiens testent le modèle démocratique anglais et en découvrent les limites et le favoritisme envers les anglophones. Les 92 résolutions réaffirment la loyauté des Canadiens à la Couronne britannique et rappellent leur soutien lors des invasions américaines de 1775-1776 et de 1812-1814. Elles réclament l’électivité du conseil législatif, la responsabilité ministérielle, le contrôle du budget par les élus, la reconnaissance et la protection de la langue française, la pérennité des lois civiles françaises, la fin de la mainmise anglophone sur l’administration publique. Bref, par le biais des 92 résolutions, les patriotes cherchent à obtenir les mêmes droits que les autres sujets britanniques. Leurs demandes sont sur ce point semblables à celles des révolutionnaires américains d’avant la guerre d'indépendance. Le refus et les mesures de Londres menèrent là aussi à un recours aux armes.
Si les manuels scolaires insistent sur les revendications au sujet d'un gouvernement responsable, il ne faut pas commettre l'erreur de réduire le programme patriote à cette seule demande. Ce que demandent les patriotes, c'est une « américanisation » des institutions, à tous les niveaux, au sein de l'Empire britannique ou en dehors si les institutions de Londres continuent à s'y opposer.
Contrairement aux idées reçues, les 92 résolutions ne sont pas une déclaration d'indépendance immédiate. Elles expriment plutôt l'espoir que le modèle britannique puisse être réformé, et que soient satisfaits les besoins légitimes du peuple du Bas-Canada avant d'atteindre, un jour, une certaine indépendance vis-à-vis l'Empire britannique. C'est ce dont atteste, par exemple, la résolution 21 : « Que le parlement du Royaume-Uni conserve des relations amicales avec cette province comme colonie, tant que durera notre liaison, et comme alliée, si la suite des temps amenait des relations nouvelles».
Conscient que leurs demandes risquent d'être vues à travers le prisme d'une lutte ethnique, les auteurs tentent de convaincre les députés de Londres que l'opposition entre francophones et anglophones n'est encouragée par les autorités coloniales que dans le but de s'opposer aux demandes de l'Assemblée. Comme l'indique la résolution 55, «  […] les vœux de la grande majorité de la classe des sujets de Sa Majesté d’origine britannique sont unis et communs avec ceux d’origine française et parlant de la langue française ». Néanmoins, plus le conflit s'envenime, plus la ligne de fracture entre les deux groupes linguistiques s'élargit.

## 92 résolutions, en résumé
Pour comprendre les 92 résolutions, il faut considérer les motifs ayant guidé les auteurs. Ils visent en premier lieu à alerter le gouvernement britannique sur les dysfonctionnements du gouvernement de la colonie et non pas les électeurs du Bas Canada lui-même. La 88e résolution par exemple, demande au parlement de Londres justice en insistant sur sa bienveillance. Il importe peu aux patriotes que leurs résolutions soient en opposition avec la constitution en place car ils considèrent que  « l'acte de 1791 ne fut qu'un essai de M. Pitt, et que malheureusement cet essai a été funeste ».
Dans un ouvrage intitulé Les 92 résolutions (1834) et l'idée d'indépendance au Bas-Canada, l'historien Gilles Laporte a analysé les résolutions dont il présente les principales caractéristiques : 
Résolution 1 à 8
Rappel de la fidélité et de l'attachement du peuple canadien à la Couronne britannique, en particulier lors des deux guerres contre les Américains en 1775 et 1812.
Résolution 9 à 40
Charge à fond de train contre le Conseil législatif, qui serait à l'origine de la totalité des maux de la colonie. Critique de son mode de nomination, de sa collusion avec l’exécutif et de son obstruction aux  projets de loi de l’Assemblée . Rappel qu'il a saboté 302 projets de lois entre 1822 et 1834. Demande  que les membres du Conseil Législatif soient désormais élus par la population et « que les sujets de Sa Majesté en Canada n’eussent rien à envier aux Américains. » (Résolution 21)
Résolutions 41 à 47
Réclamation d'institutions politiques conformes à l'état social des Canadiens français et d'adopter le principe électif afin de « rendre ses institutions extrêmement populaires. » (rés. 42). 
Résolution 48 à 50
Évocation de l'exemple de la Révolution américaine et rappel de la confiance qu'ont les Canadiens que la monarchie n'appuierait pas les mesures employées par ses agents contre les Canadiens si elle en était informée.
Résolution 51 à 55
Appel à la justice contre la spoliation des droits des Canadiens au profit des colons britanniques.
Résolution 56 à 62
Demande de l'annulation de la loi des tenures.
Résolution 64 à 74
Demande du contrôle du budget par les élus.
Résolution 75 à 78
Dénonciation des abus dans l'administration de la justice.
Résolution 79 à 83
Réclamation pour la Chambre du Bas-Canada des mêmes pouvoirs, privilèges et immunités que ceux dont jouit le parlement de Londres.
Résolution 84
Énumération de griefs particuliers à propos de la composition vicieuse et irresponsable du Conseil exécutif, des honoraires exorbitants illégalement exigés par divers services administratifs et judiciaires du gouvernement, de la partialité des juges et de cumul des places et des emplois.
Résolution 85
Accusation de corruption envers le gouverneur Aylmer.
Résolution 86
Demande d'appui aux députés indépendants du Parlement impérial.
Résolution 87 et 88
Reconnaissance de l'appui des députés Daniel O'Connell et Joseph Hume envers la cause du peuple du Bas-Canada dans les dernières années.
Résolution 89
Annonce de la formation de comités de correspondance à Québec et à Montréal afin de tenir informé le peuple du Bas-Canada de l'évolution de la situation et pour fournir en dossiers l’agent de l’Assemblée à Londres.
Résolution 90 et 91
Reconduction de Denis-Benjamin Viger au poste d'agent de l'Assemblée à Londres.
Résolution 92
Annonce de la volonté de l'Assemblée de rayer le message inaugural du gouverneur du début de la session parlementaire du journal officiel.
Annexes 93 et 94
Ultérieurement, ajout de résolutions dénonçant le monopole de la British Americain Land Company sur les terres non exploitées de la colonie.

## Débat au Parlement du Royaume-Uni

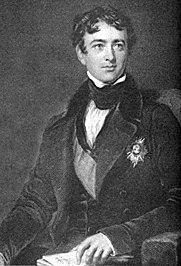
Lord Durham, dont le célèbre rapport blâmera l'infériorité de la «race» canadienne-française pour les conflits au Bas-Canada et préconisera l'assimilation des Canadiens.

Augustin-Norbert Morin traverse l’Atlantique au début de 1834 afin de rejoindre Denis-Benjamin Viger à Londres, pour lui remettre les 92 Résolutions. Viger, bientôt remplacé par Robert Nelson et Henry Chapman, les présente alors au réseau d’appui aux patriotes constitué dans la capitale impériale. Bien que peu nombreux, les députés du courant appelé les Philosophic Radicals sont très actifs et critiques du gouvernement whig alors au pouvoir en Grande-Bretagne. Les 92 résolutions sont même le sujet d’un débat en chambre le 15 avril 1835. Cependant, leur action ne suffit pas et ils essuient de cuisants échecs électoraux. Ayant peu d’appui au sein des Whigs et de l’opposition Tory, les patriotes n’arrivent pas à provoquer de mouvement de sympathie au sein des élites britanniques. Néanmoins, une certaine estime populaire est indéniable. Entre 3000 et 4000 personnes se déplacent le 4 janvier 1838 et organisent une assemblée d’appui aux patriotes, applaudissant la nouvelle de leur victoire à Saint-Denis. Néanmoins, l’appui radical ne dure pas. Leur chef est même envoyé enquêter sur la situation au Bas-Canada. Ce chef est nul autre que le célèbre Lord Durham. Son rapport ne laisse aucun doute sur le revirement de la position de son parti sur le sujet.

## Réponse du cabinet britannique

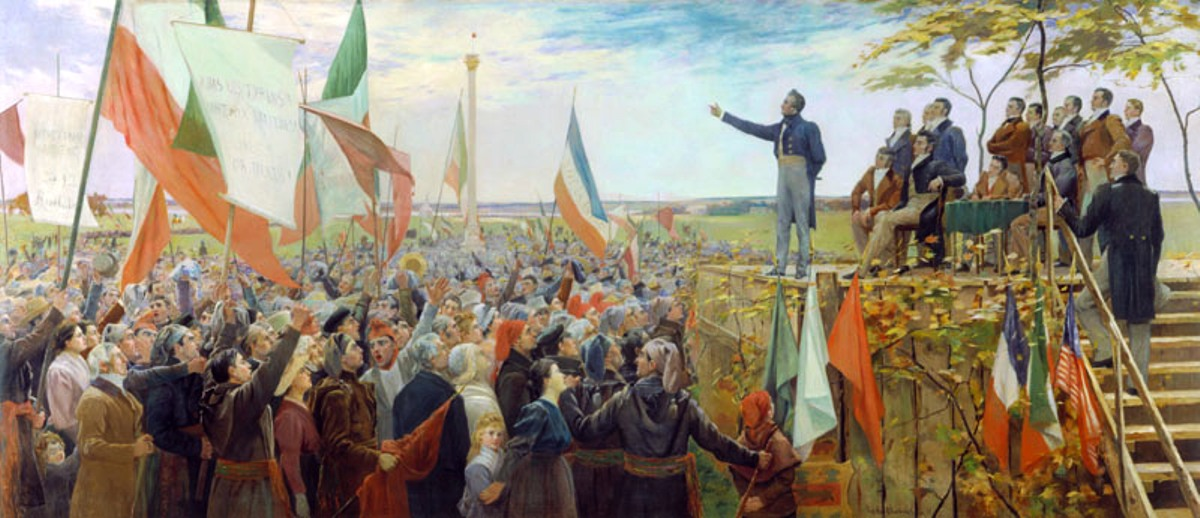
Assemblée Patriote en appui aux 92 résolutions.

Les patriotes, sûrs que le parlement impérial ne peut qu’accepter une bonne partie de leurs demandes, attendent avec confiance le verdict de Londres. Premier bon signe : le gouverneur Aylmer, détesté, est limogé puis remplacé par Lord Gosford, dont on espère une plus grande collaboration. Il a comme mandat de mettre sur pied la Commission royale d’enquête sur tous les griefs affectant les sujets de sa majesté dans le Bas-Canada. Il déposera son rapport en mars 1837. La réponse britannique ne se fait pas attendre : c’est un non catégorique à toutes les demandes. Tous les gains obtenus pendant des décennies de lutte parlementaire sont perdus. Ces résolutions Russell, du nom du secrétaire d’État responsable des colonies, provoquent une énorme agitation dans la colonie. Tandis que le camp loyaliste exulte, les patriotes, sonnés, commencent à organiser de vastes assemblées populaires, dénonçant les résolutions Russell et réitérant leur appui aux 92 Résolutions.